# Macrothemis newtoni
Macrothemis newtoni is een libellensoort uit de familie van de korenbouten (Libellulidae), onderorde echte libellen (Anisoptera).
De wetenschappelijke naam Macrothemis newtoni is voor het eerst geldig gepubliceerd in 1990 door Costa.